# ۹۲۲ (قمری)
۹۲۲ (قمری)، نهصد و بیست و دومین سال در گاهشماری هجری قمری است. اول محرم این سال برابر با پانزدهم فوریه سال ۱۵۱۶ میلادی است.